# Ippolito de’ Rossi
Ippolito de’ Rossi (ur. 31 października 1531 w San Secondo, zm. 28 kwietnia 1591 w Rzymie) – włoski kardynał.

## Życiorys
Urodził się 31 października 1531 roku w San Secondo, jako syn Piera Marii de’ Rossi i Camilli Gonzagi. Studiował prawo i teologię, a następnie został protonotariuszem apostolskim. Na początku września 1560 roku przyjął święcenia diakonatu i prezbiteratu. 4 września został wybrany tytularnym arcybiskupem Chunavii i biskupem koadiutorem Pawii, jeszcze w tym samym miesiącu przyjmując sakrę. Cztery lata później zsukcedował diecezję Pawii. 18 września 1585 roku został kreowany kardynałem diakonem i otrzymał diakonię Santa Maria in Portico (Octaviae). Zmarł 28 kwietnia 1591 roku w Rzymie.